# Giti Tire
Giti Tire ist ein in Singapur beheimateter Reifenhersteller, der acht Werke besitzt und mit mehr als 32.000 Mitarbeitern auf einem Markt von über 130 Ländern vertreten ist.
Am Gewinn gemessen war Giti im Jahr 2014 auf der Liste der Reifenhersteller auf Platz 10 zu finden.

## Geschichte
Die Wurzeln von Giti reichen zurück bis ins Jahr 1951. In den Anfängen produzierte man Fahrradreifen und Schläuche in Indonesien, später dann Diagonalreifen für PKW und Nutzfahrzeuge.
Das Unternehmen expandierte im Jahr 1993 nach China und gründete ein joint venture mit der Anhui Tire Factory, einem unabhängigen Drittunternehmen für die Herstellung von Diagonalreifen. 1998 gründete Giti eigene Verkaufs- und Verteilzentren und errichtete zwei Jahre später eine Fabrik zur Produktion von Autoreifen. Seither hat sich das Unternehmen weiter international vergrößert und weltweit Büros und Verteilzentren eröffnet.
2005 erwarb Giti 22,5 Prozent der Anteile von Gajah Tunggal, einem in Indonesien ansässigen Reifenhersteller, der an der Börse von Jakarta gelistet ist. Dieser besitzt die größten eigenständigen Reifenfabriken in Südostasien. Am 1. April 2011 hat Giti seinen Anteil an Gajah Tunggal auf etwa 49,7 Prozent erhöht.
Im Juni 2014 hat das Unternehmen angekündigt, eine für USD 560 Mio. eine Produktionsanlage in South Carolina, USA, zu errichten. Es ist die erste Fabrik von Giti außerhalb Asiens.
Im Februar 2016 benannte Walmart USA Giti als Ausstatter im Automotive-Sektor des Jahres.

## Fakten
- 2014 Einnahmen: USD 3.434 Mrd. (incl.PT Gajah Tunggal Tbk)
- Marktpräsenz: über 130 Länder
- Niederlassungen: Vereinigte Staaten, Kanada, Großbritannien, Deutschland, Frankreich, Brasilien, Indonesien, China, Malaysia, and Singapur
- Forschung und Entwicklung: Standorte in den Vereinigten Staaten, Deutschland, Großbritannien, Indonesien, und China. Versuchsgelände an fünf verschiedenen Standorten (Ding Yuan Proving Ground[9] in China, Mira Proving Ground in Großbritannien,[10] Mella Track Proving Ground in Finnland,[11] ARTC in Taiwan sowie in Karawang in Indonesien).
- Fabrikanlagen: Acht Anlagen in China und Indonesien sowie ein sich im Bau befindlicher neuer Standort in South Carolina, USA. Alle Fabriken haben eine ISO/TS16949:2002 Akkreditierung und zusammen eine durchschnittliche tägliche Produktionskapazität von 289.000 Reifen.[12]

## Verbindungen zum Motorsport
Giti sponsert Fahrer und Veranstaltungen mit seinen Marken Giti und GT Radial. Unter anderem sind sie Hauptsponsor bei Veranstaltungen von Volkswagen Motorsports in China wie dem Formula Masters China und dem Scirocco R-Cup China.
In den Vereinigten Staaten sponsert Giti den Japaner Nobuhiro Tajima in der Pikes Peak International Hill Climb Championship; er wurde 2013 Sieger in der Electric Auto division.
Mit den Marken GT Radial sponsert das Unternehmen außerdem mehrere Fahrer in der US-amerikanischen Formula Drift.

### Girls Only
In der Motorsport Saison 2019 ging der Rennstall WS Racing mit seinem Partner Giti Tire, einem neuen Golf GTI TCR und einem reinen Frauenteam unter dem Projektnamen „Girls only“ an den Start. Ziel des Teams, das von Teammanagerin Nicole Willems geleitet wird und von den Fahrerinnen Jasmin Preisig, Carrie Schreiner und Ronja Assmann komplettiert wurde, war es, umfangreiche Trainings- und Rennerfahrung im Vorfeld an der geplanten Teilnahme am 24-Stunden-Rennen auf dem Nürburgring 2019 zu sammeln. Im Terminkalender für das Jahr 2019 sind Starts bei insgesamt 5 Läufen der Langstreckenmeisterschaft VLN sowie die Teilnahme am ADAC 24h-Rennen (20. – 23. Juni 2019) geplant.

## Portfolio
Giti stellt für den weltweiten Markt eine Vielzahl von Marken für verschiedene Fahrzeugtypen her, darunter Giti, GT Radial, Primewell, Runway oder Dextero.